# Governatore del Wyoming
Il Governatore del Wyoming (in inglese: Governor of Wyoming) è il capo del governo e delle forze armate dello stato statunitense del Wyoming.
L'attuale governatore è il repubblicano Mark Gordon, in carica dal 7 gennaio 2019.

## Lista dei governatori
Democratico (13) 
  Repubblicano (20)
| #  | Foto | Nome                 | Mandato          | Mandato          | Partito              |
| #  | Foto | Nome                 | Inizio           | Termine          | Partito              |
| -- | ---- | -------------------- | ---------------- | ---------------- | -------------------- |
| 1  |      | Francis E. Warren    | 11 ottobre 1890  | 24 novembre 1890 | Partito Repubblicano |
| 2  |      | Amos W. Barber       | 24 novembre 1890 | 2 gennaio 1893   | Partito Repubblicano |
| 3  |      | John Eugene Osborne  | 2 gennaio 1893   | 7 gennaio 1895   | Partito Democratico  |
| 4  |      | William A. Richards  | 7 gennaio 1895   | 2 gennaio 1899   | Partito Repubblicano |
| 5  |      | DeForest Richards    | 2 gennaio 1899   | 28 aprile 1903   | Partito Repubblicano |
| 6  |      | Fenimore Chatterton  | 28 aprile 1903   | 2 gennaio 1905   | Partito Repubblicano |
| 7  |      | Bryant Butler Brooks | 2 gennaio 1905   | 2 gennaio 1911   | Partito Repubblicano |
| 8  |      | Joseph M. Carey      | 2 gennaio 1911   | 4 gennaio 1915   | Partito Democratico  |
| 9  |      | John B. Kendrick     | 4 gennaio 1915   | 26 febbraio 1917 | Partito Democratico  |
| 10 |      | Frank L. Houx        | 26 febbraio 1917 | 6 gennaio 1919   | Partito Democratico  |
| 11 |      | Robert D. Carey      | 6 gennaio 1919   | 1º gennaio 1923  | Partito Repubblicano |
| 12 |      | William B. Ross      | 1º gennaio 1923  | 2 ottobre 1924   | Partito Democratico  |
| 13 |      | Frank E. Lucas       | 2 ottobre 1924   | 5 gennaio 1925   | Partito Repubblicano |
| 14 |      | Nellie Tayloe Ross   | 5 gennaio 1925   | 3 gennaio 1927   | Partito Democratico  |
| 15 |      | Frank Emerson        | 3 gennaio 1927   | 18 febbraio 1931 | Partito Repubblicano |
| 16 |      | Alonzo M. Clark      | 18 febbraio 1931 | 2 gennaio 1933   | Partito Repubblicano |
| 17 |      | Leslie A. Miller     | 2 gennaio 1933   | 2 gennaio 1939   | Partito Democratico  |
| 18 |      | Nels H. Smith        | 2 gennaio 1939   | 4 gennaio 1943   | Partito Repubblicano |
| 19 |      | Lester C. Hunt       | 4 gennaio 1943   | 3 gennaio 1949   | Partito Democratico  |
| 20 |      | Arthur G. Crane      | 3 gennaio 1949   | 1º gennaio 1951  | Partito Repubblicano |
| 21 |      | Frank A. Barrett     | 1º gennaio 1951  | 3 gennaio 1953   | Partito Repubblicano |
| 22 |      | Clifford Joy Rogers  | 3 gennaio 1953   | 3 gennaio 1955   | Partito Repubblicano |
| 23 |      | Milward Simpson      | 3 gennaio 1955   | 5 gennaio 1959   | Partito Repubblicano |
| 24 |      | John J. Hickey       | 5 gennaio 1959   | 2 gennaio 1961   | Partito Democratico  |
| 25 |      | Jack R. Gage         | 2 gennaio 1961   | 7 gennaio 1963   | Partito Democratico  |
| 26 |      | Clifford Hansen      | 7 gennaio 1963   | 2 gennaio 1967   | Partito Repubblicano |
| 27 |      | Stanley K. Hathaway  | 2 gennaio 1963   | 6 gennaio 1975   | Partito Repubblicano |
| 28 |      | Edgar Herschler      | 6 gennaio 1975   | 5 gennaio 1987   | Partito Democratico  |
| 29 |      | Mike Sullivan        | 5 gennaio 1987   | 2 gennaio 1995   | Partito Democratico  |
| 30 |      | Jim Geringer         | 2 gennaio 1995   | 6 gennaio 2003   | Partito Repubblicano |
| 31 |      | Dave Freudenthal     | 6 gennaio 2003   | 3 gennaio 2011   | Partito Democratico  |
| 32 |      | Matt Mead            | 3 gennaio 2011   | 7 gennaio 2019   | Partito Repubblicano |
| 33 |      | Mark Gordon          | 7 gennaio 2019   | in carica        | Partito Repubblicano |